# باربانيا
باربانيا تقع بلدية باربانيا في مدينة تورينو بمنطقة بيدمونت الإيطالية، على بعد حوالي 25 كيلو متر (16 ميل ) شمال تورينو، في منتصف نهر مالون.

## نبذة
يحدها كل من بلدية: ريفارا وبوسانا وروكا كانافيسي وليفون وفاودا كانافيسي. ويعود اصلها إلى قرية سالاسي سيلتك التي تأسست في أواخر القرن الخامس قبل الميلاد وكانت بلدية حرة في العصور الوسطى (أي في القرن الحادي عشر) إلى أن غزاها فيليب الأول ملك بييمونتي في عام 1305 واصبح تاريخها يرتبط بدوقية سافوي.